# Xã Esbon, Quận Jewell, Kansas
Xã Esbon (tiếng Anh: Esbon Township) là một xã thuộc quận Jewell, tiểu bang Kansas, Hoa Kỳ. Năm 2010, dân số của xã này là 155 người.